# Carl Erik Bergstrand

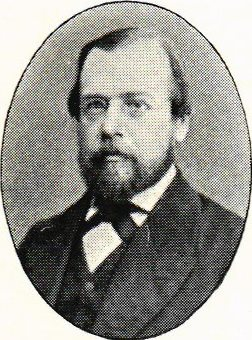
Carl Erik Bergstrand (1830–1914)

Carl Erik Bergstrand (* 12. März 1830 in der Kirchengemeinde Kila, Gemeinde Sala, Schweden; † 23. Januar 1914 in Filipstad) war ein schwedischer Agrikulturchemiker und Geologe.

## Leben
Er studierte ab 1849 in Uppsala, wo er 1857 promovierte und war dann Professor an der Lantbruksinstitut in Uppsala. 1873 wurde er Mitglied der Königlich Schwedischen Akademie der Wissenschaften.
Er war der Vater von Östen Bergstrand.